# 樟江
樟江，位于中國贵州省南部，是打狗河左岸支流。
流域内有荔波樟江风景名胜区，总面积270平方公里，有58个主要景点，分为小七孔风景区、大七孔风景区、水春河风景区和樟江风光带景区。

## 地理
上游也称拉先河、水昔河，发源于荔波县月亮山东麓，西南流经佳荣镇拉易、板恨，左纳板恨河后转西北流，至的马右纳地闷河后转西南流，大致沿荔波县和三都水族自治县边界西南流至三都县九阡镇下水吼以南约2千米右纳水东河后进入荔波县境，西南流经水春河峡谷、县城玉屏镇、朝阳镇和樟江风景区，至瑶山瑶族乡海利汇入打狗河。河长103千米，平均比降4.78‰，流域面积1673平方千米。

## 世界遗产
荔波喀斯特于2007年6月27日在第三十一届世界遗产大会上被评列入世界自然遗产。